# هله هانسن (دوچرخه‌سوار)
هله هانسن (انگلیسی: Helge Hansen؛ زادهٔ ۲۴ فوریهٔ ۱۹۲۵) دوچرخه‌سوار اهل دانمارک است.